# 가레이가와역
가레이가와역(일본어: 嘉例川駅)은 일본 가고시마현 기리시마시에 위치한 규슈 여객철도 히사쓰 선의 철도역이다. 단선 승강장 1면 1선의 구조를 갖춘 지상역이다.

## 이용 현황
| 연도 | 1일 평균 승차 인원 | 1일 평균 하차 인원 |
| ---- | ------------------ | ------------------ |
| 2000 | 33                 |                    |
| 2001 | 25                 |                    |
| 2002 | 40                 |                    |
| 2003 | 40                 |                    |
| 2005 | 36                 |                    |
| 2006 | 29                 |                    |
| 2007 | 30                 | 61                 |
| 2008 | 32                 | 65                 |
| 2009 | 35                 | 74                 |
| 2010 | 39                 | 83                 |
| 2011 | 47                 | 99                 |
| 2012 | 37                 | 80                 |
| 2013 | 35                 | 75                 |

## 역 주변
- 국도 제504호선

## 역사
- 1903년 1월 15일 : 고쿠부 - 요코가와 간이 개통했던 때에 의해, 철도 작업국이 개설.
- 1987년 4월 1일 : 일본국유철도 분할 민영화에 의해, 규슈 여객철도가 승계.
- 2003년 1월 12일 : 개업 100주년 기념 사업이 행해짐.
- 2006년 3월 2일 : 역 서점이 등록 유형 문화재로 지정.
- 2007년 11월 30일 : 미나미큐슈 근대화 산업유산군의 물자 수송 관련 유산의 하나로 선정.
- 2010년 4월 25일 : 새로운 대형 주차장의 완성을 축하해 기념 식전을 개최.

## 인접 역
| 히사쓰 선                  | 히사쓰 선   | 히사쓰 선              |
| -------------------------- | ----------- | ---------------------- |
| 기리시마온센 야쓰시로 방면 | ■ 히사쓰 선 | 나카후쿠라 하야토 방면 |